# 1957年の相撲
1957年の相撲（1957ねんのすもう）は、1957年の相撲関係のできごとについて述べる。

## アマチュア相撲
- 全日本相撲選手権大会で田畑外志雄（立命館大学）が優勝し、史上初の学生アマチュア横綱となる。

## 大相撲

### できごと
- 1月 - 初場所、蔵前国技館で15日間。
- 3月2日 - 衆議院予算委員会で社会党衆議院議員の辻原弘市が、日本相撲協会は公益法人でありながら興行的だと指摘する[1]。その後、協会理事の武蔵川（元幕内出羽ノ花）が議員会館で辻原らに協会改革の8項目を説明する。
- 3月 - 春場所、大阪府立体育会館で15日間。幕下以下の優勝決定戦復活。大内山が関脇に陥落。場所後の番付編成会議で朝汐の大関昇進決定。文部省は保健体育審議会内に相撲協会問題特別委員会設置。武蔵川理事が出席し説明。
- 4月3日 - 衆議院文教委員会[2]において、武蔵川、和久田三郎（元関脇天竜）、永井高一郎（元幕内阿久津川）らが参考人として出席、協会の改革案についてそれぞれ意見を述べた。
- 5月4日 - 蔵前国技館事務室で出羽海理事長（元横綱常ノ花）が協会問題等を苦悩し、ガス自殺未遂。6日、出羽海理事長辞任、時津風理事長（元横綱双葉山）就任。協会は夏場所のマス席を一般に開放、行司部屋の独立、勝負検査長の廃止、相撲専修学校設置、茶屋制度の廃止、力士基本給の確立など改革案を発表。運営審議委員会の設置も決定。夏場所、蔵前国技館で15日間。
- 6月 - 保健体育審議会より相撲協会改革に関する申請を受けた文部省は、理事長ら協会幹部と協議し、改革方針が決まる。名古屋準本場所15日間、大関若乃花優勝。
- 9月 - 力士養老金値上げ。取締の勝負検査長制を廃止し、中入り後の勝負検査役は5名となる。平年寄会結成。自費養成力士制度を改め、幕下まで20場所以上の力士は廃業とする整理実施。相撲茶屋は相撲サービス会社（株）の案内所にかわる。秋場所、蔵前国技館で15日間。
- 10月 - 相撲教習所設置、所長に春日野取締。大阪準本場所15日間、横綱吉葉山優勝。
- 11月 - 協会に参与をおく。横綱は引退後5年間、大関は2年間、勝負検査役待遇となる。戦後初の九州本場所を開催し、年間5場所。九州場所、福岡スポーツセンターで15日間。
- 12月 - 力士の整理、幕下までに30場所以上は廃業。

### 本場所
- 一月場所（蔵前国技館、13～27日）
幕内最高優勝 : 千代の山雅信（15戦全勝,6回目）
  - 殊勲賞-信夫山、敢闘賞-玉乃海、技能賞-成山

十両優勝 : 及川太郎（13勝2敗）
- 三月場所（大阪府立体育会館 10～24日）
幕内最高優勝 : 朝汐太郎（13勝2敗,2回目）
  - 殊勲賞-玉乃海、敢闘賞-琴ヶ濱、技能賞-北ノ洋

十両優勝 : 房錦勝比古　（13勝2敗）
- 五月場所（蔵前国技館、19～6月2日）
幕内最高優勝 : 　安念山治（13勝2敗,1回目）
  - 殊勲賞-安念山、敢闘賞-房錦、技能賞-琴ヶ濱

十両優勝 : 及川太郎（13勝2敗）
- 九月場所（蔵前国技館、15～29日）
幕内最高優勝 : 栃錦清隆（14勝1敗,6回目）
  - 殊勲賞-北ノ洋、敢闘賞-若瀬川、技能賞-琴ヶ濱

十両優勝 : 愛宕山武司（13勝2敗）
- 十一月場所（福岡スポーツセンター、10～24日）
幕内最高優勝 : 玉乃海太三郎（15戦全勝,1回目）
  - 殊勲賞-若羽黒、敢闘賞-玉乃海

十両優勝 : 佐賀光健吾（13勝2敗）

## 誕生
- 1月5日 - 翔鵬豪一（最高位：十両11枚目、所属：二所ノ関部屋→大鵬部屋）
- 1月12日 - 若嶋津六夫（最高位：大関、所属：二子山部屋）[3]
- 3月5日 - 白岩政寿（最高位：十両7枚目、所属：伊勢ヶ濱部屋、+ 2022年【令和4年】）[4][5]
- 4月3日 - 花嵐一美（最高位：十両9枚目、所属：花籠部屋）
- 4月14日 - 凱皇仁（最高位：十両7枚目、所属：時津風部屋）
- 4月22日 - 琴千歳幸征（最高位：前頭5枚目、所属：佐渡ヶ嶽部屋）[3]
- 4月26日 - 琴風豪規（最高位：大関、所属：佐渡ヶ嶽部屋）[6][7]
- 5月27日 - 佐ノ藤清彦（最高位：十両5枚目、所属：鏡山部屋）
- 6月7日 - 薩洲洋康貴（最高位：前頭筆頭、所属：君ヶ濱部屋→井筒部屋、年寄：立田山）[8]
- 8月15日 - 高望山大造（最高位：関脇、所属：高島部屋→熊ヶ谷部屋、年寄：高島）[9]
- 8月21日 - 竹葉山真邦（最高位：前頭13枚目、所属：宮城野部屋）[8][10]
- 12月5日 - 草竹幸一（最高位：十両11枚目、所属：大鵬部屋）

## 死去
- 1月29日 - 敷嶌猪之助（最高位：前頭4枚目、所属：友綱部屋、年寄：熊ヶ谷、* 1887年【明治20年】）[11]
- 7月21日 - 常陸岩英太郎（最高位：大関、所属：出羽海部屋、年寄：境川、* 1900年【明治33年】）[12]
- 8月19日 - 信夫山秀之助（最高位：前頭2枚目、所属：出羽海部屋、* 1902年【明治35年】）[13]
- 12月30日 - 黒瀬川浪之助（最高位：関脇、所属：友綱部屋、* 1885年【明治18年】）[14]